# Aorangia isolata
Aorangia isolata är en spindelart som beskrevs av Forster och Wilton 1973. Aorangia isolata ingår i släktet Aorangia och familjen Amphinectidae. Inga underarter finns listade i Catalogue of Life.